# Доле, Этьен
Этьен Доле́ (фр. Etienne Dolet; 3 августа 1509, Орлеан — 3 августа 1546, Париж) — французский писатель, поэт, издатель, гуманист и филолог.

## Биография
Хотя ранее существовала экстравагантная версия о происхождении Доле (якобы он являлся бастардом короля Франциска I), на самом деле он происходил из небогатой семьи. Детство провёл в Орлеане. В 1521 году для получения образования Доле отправился в Париж, где учился в течение пяти лет под руководством своего земляка, профессора Николя Беро; тот привил своему ученику, среди прочего, интерес к сочинениям Цицерона.
В 1526 году Доле перебрался в Падую, учился в Падуанском университете, общался с последователями известного философа Помпонацци; в 1529 году в качестве секретаря Жана де Ланжака, епископа Лиможа и посла Франции в Венецианской республике, жил в Венеции, слушал лекции по ораторскому искусству Джованни Баттисты Иньяцио.
По возвращении на родину Доле изучает право и юриспруденцию в университете Тулузы. В 1533 году он произнёс две публичных речи, содержавших резкую критику городских властей Тулузы за нетерпимость на религиозной почве. Заключён в тюрьму, а позднее изгнан декретом городского парламента (1534). В 1535 году прибыл в Лион совершенно больным; медицинскую помощь ему оказал, по всей видимости, работавший тогда врачом городской больницы Франсуа Рабле. Живя в Лионе, Доле посещал гуманистический кружок, куда входили неолатинские (Жан Сальмон Макрин, Жильбер Дюше, Никола Бурбон) и французские (Клеман Маро, Морис Сэв) поэты.

### Издательская деятельность и арест
В 1535—1538 годах Доле работал корректором у известного лионского издателя Себастьена Грифа. С его помощью опубликовал свои тулузские речи, а также собственные стихи и послания. 31 декабря 1536 года совершил непреднамеренное убийство напавшего на него лионского художника; отправился в Париж, где сам осуществлял собственную защиту. 19 февраля 1537 года помилован Франциском I (благодаря вмешательству его сестры Маргариты Наваррской).
После суда Доле вернулся в Лион; получив от короля десятилетнюю привилегию на издательскую деятельность, он приобрёл печатный станок и начал выпускать книги Галена, Цицерона, Светония, Маро, а также — вопреки существовавшему тогда запрету — Псалтирь. Без ведома автора напечатал первые две книги «Гаргантюа и Пантагрюэля», в результате чего отношения между Рабле и Доле испортились. Вскоре Доле навлёк на себя гнев завистливых собратьев, которые донесли на него инквизиции за издание религиозного сочинения Cato christianus. При обыске у Доле были обнаружены книги Меланхтона и «Наставление в христианской вере» Жана Кальвина.

### Второй, третий и четвёртый аресты

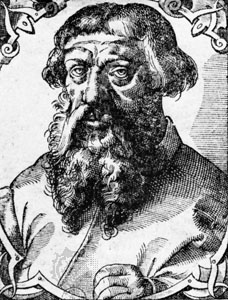
Этьен Доле (гравюра XVI века)

Вновь арестован в июле 1542 года; в 1542—1543 находился в заточении в Лионе и Париже, освобождён в октябре 1543 после официального признания своих заблуждений и запрета на публикацию еретических сочинений. В результате заговора своих недругов снова арестован 6 января 1544 года; бежал из-под стражи в Пьемонт; неосторожно вернулся в Лион, где был опознан, взят под арест, перевезён в Париж и помещён в тюрьму Консьержери. Процесс Доле длился два года.

### Казнь
Доле был признан виновным в ереси и осуждён Парижским парламентом на смертную казнь. Приговор был исполнен 2 августа 1546 года на площади Мобер, недалеко от Собора Парижской Богоматери. Пепел Доле развеяли по ветру. В 1889 году на месте казни был сооружён памятник Доле (демонтирован и переплавлен немцами во время оккупации Парижа).

## Творчество
Доле написал ряд поэтических произведений: цикл латинских поэм, посвящённых венецианке по имени Елена; стихи, посвящённые его сыну Клоду; на французском языке — множество сочиненных на случай од, элегий, эпиграмм, эпитафий. Но наиболее значительная часть его наследия — гуманистические трактаты и комментарии. Самое известное его сочинение — «Комментарии к латинскому языку» (Commentarii linguae latinae, 1536—1538). Как писал в этой связи А. Д. Михайлов, 
каждому латинскому слову Доле даёт своё толкование, не только филологически точное, но и философски смелое. Доле приходит к материалистическому детерминизму, к пониманию причинной обусловленности явлений… Доле прошёл через увлечение евангелизмом, но пошёл дальше большинства своих современников, усомнившись в религиозных догмах.
Доле был в ряду писателей своего времени (включая Иоанна Секунда), осудивших казнь Томаса Мора (1535); сочувственную эпитафию он включил в сборник своих эпиграмм 1538 года.
Доле является также автором трактата «Способ наиболее верного перевода с одного языка на другой» (La maniere de bien traduire d’une langue en autre) и панегирика своему покровителю «Деяния Франциска Валуа» (Les Gestes de Francois de Valois…, оба — 1540). Последнее поэтическое произведение Доле написал незадолго до смерти: «Кантика Этьена Доле, узника Консьержери» (Cantique d’Estienne Dolet prisonnier a la conciergerie de Paris sur sa desolation et sur sa consolation, 1546).

## Галерея

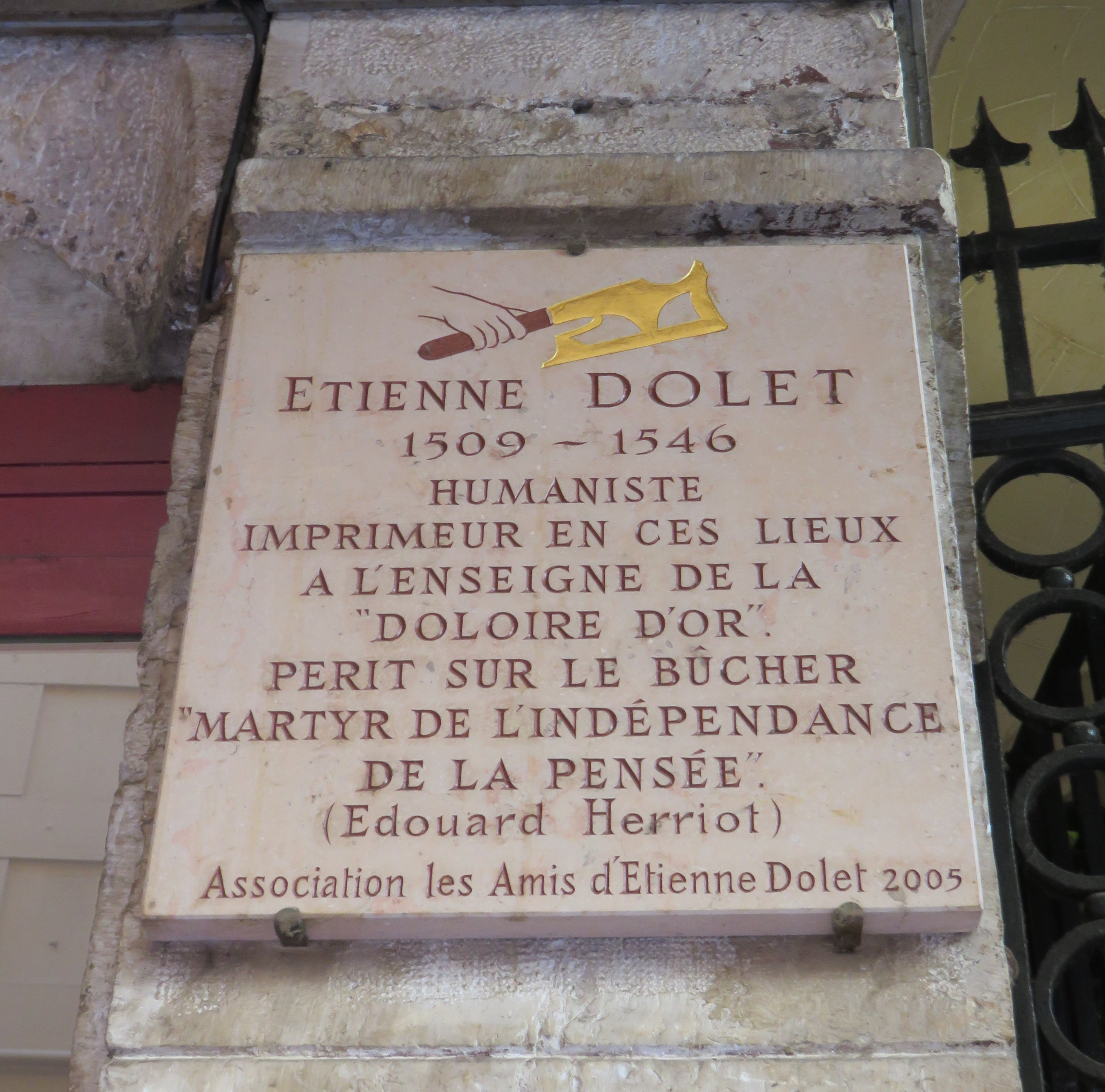
Мемориальная доска в память о Доле (Лион, 2019)
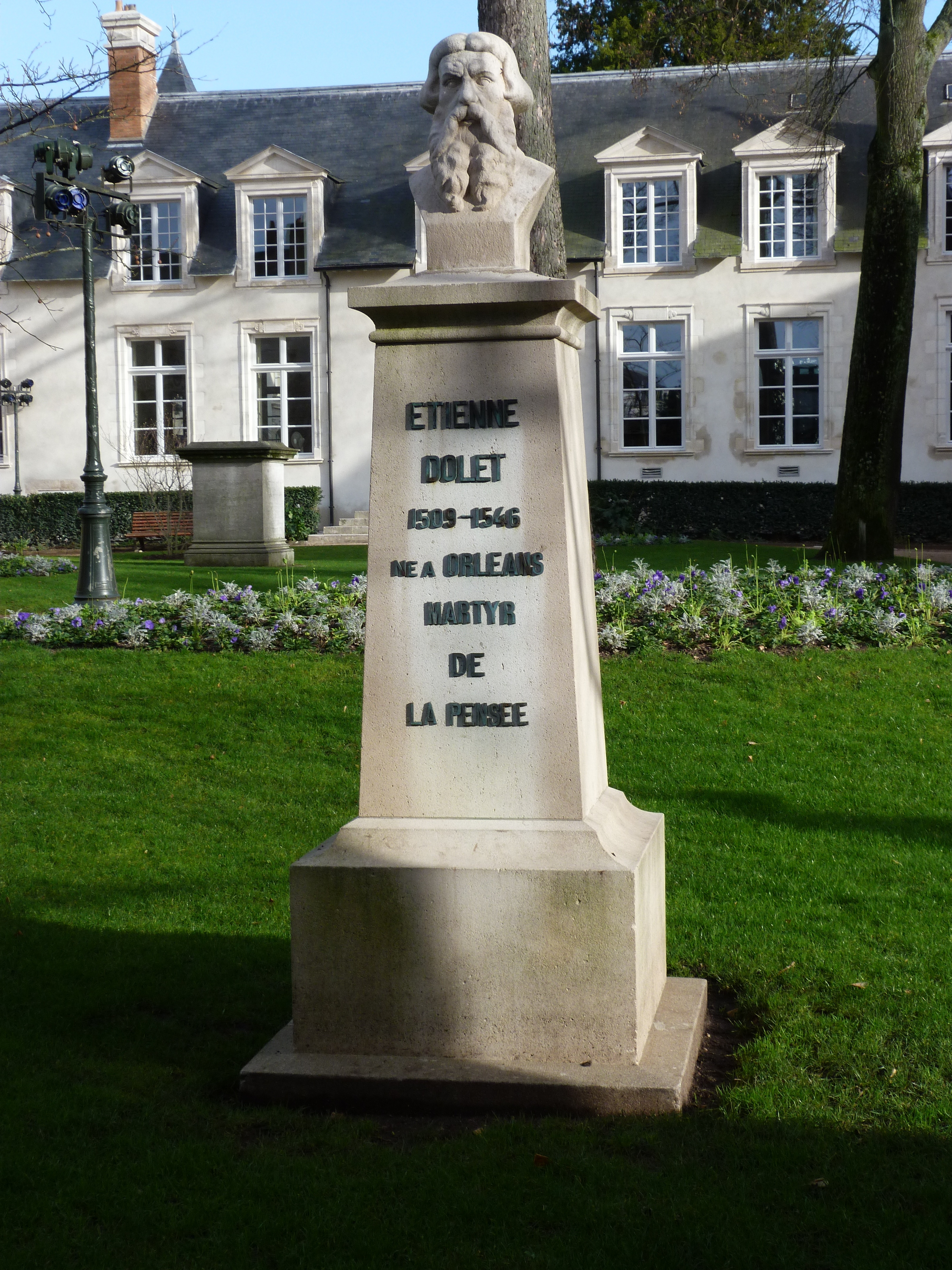
Бюст Доле в Орлеане (2012)
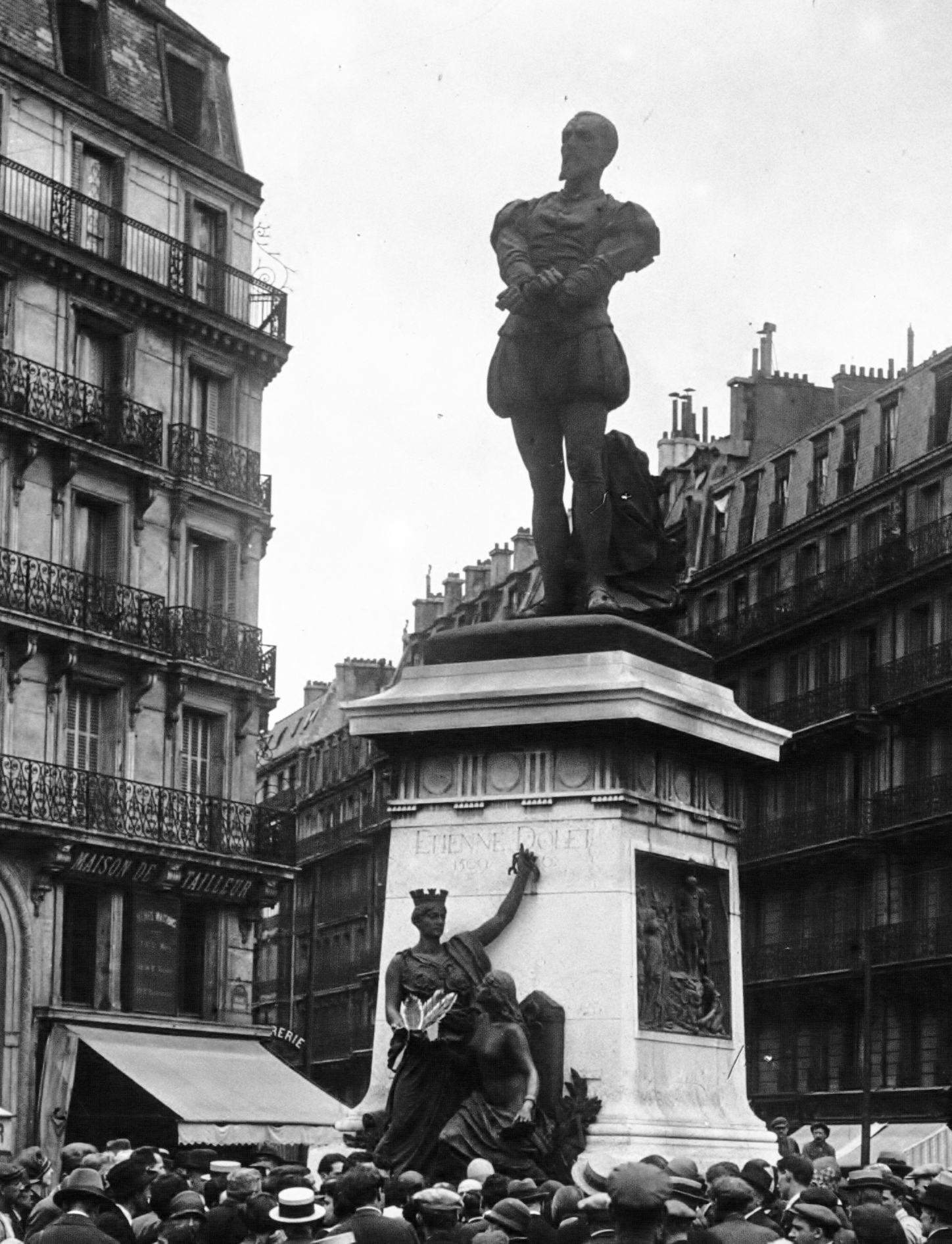
Памятник на площади Мобер (1927)
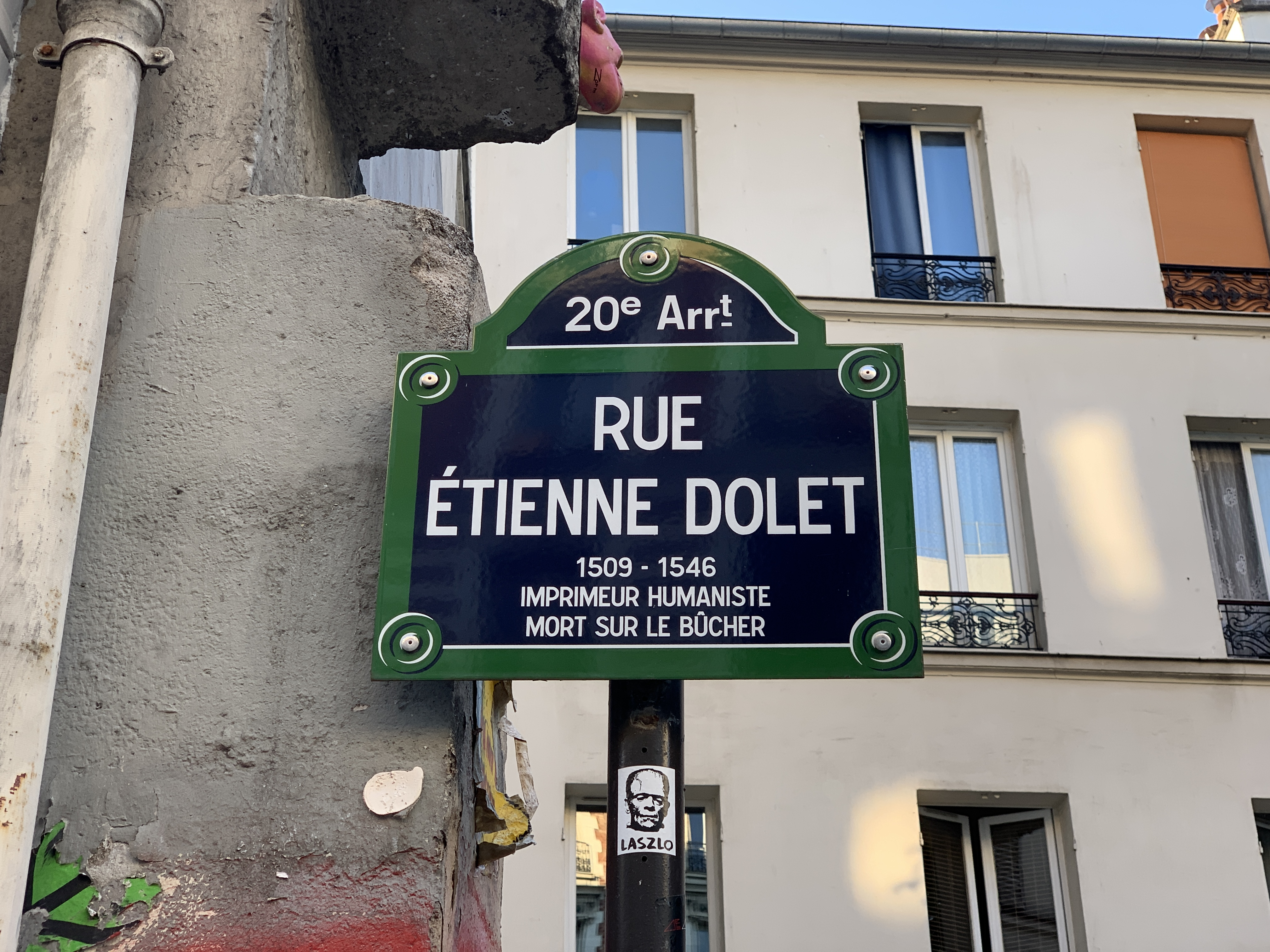
Табличка на улице Этьена Доле (Париж, XX округ)